# Bahnstrecke Valšov–Rýmařov
| Kursbuchstrecke (SŽ): | 310                  |                                            |                                            |
| Streckenlänge: | 14,083 km            |                                            |                                            |
| Spurweite: | 1435 mm (Normalspur) |                                            |                                            |
| Streckenklasse: | D4                   |                                            |                                            |
| Maximale Neigung: | 13 ‰                 |                                            |                                            |
| Streckengeschwindigkeit: | 50 km/h              |                                            |                                            |
| |                      |                                            |                                            |
| \| \| \| von Opava východ (vorm. MSCB) \| \| \| \| 0,000 \| Valšov früher Kriegsdorf \| Valšov früher Kriegsdorf \| \| \| \| nach Olomouc (vorm. MSCB) \| \| \| \| \| Moravice \| \| \| \| 3,105 \| Břidličná lesy früher Friedland Basaltwerk \| Břidličná lesy früher Friedland Basaltwerk \| \| \| 4,834 \| Břidličná früher Friedland (Mohra) \| Břidličná früher Friedland (Mohra) \| \| \| \| Polička \| \| \| \| 5,852 \| Břidličná zastávka früher Friedland Hp \| Břidličná zastávka früher Friedland Hp \| \| \| 8,458 \| Velká Štáhle früher Großstahl \| Velká Štáhle früher Großstahl \| \| \| 11,436 \| Jamartice früher Irmsdorf \| Jamartice früher Irmsdorf \| \| \| 14,083 \| Rýmařov früher Römerstadt \| Rýmařov früher Römerstadt \| \| \| 14,344 \| (Streckenende) \| (Streckenende) \| |                      |                                            |                                            |
| Strecke |                      | von Opava východ (vorm. MSCB)              | von Opava východ (vorm. MSCB)              |
| Bahnhof | 0,000                | Valšov früher Kriegsdorf                   | Valšov früher Kriegsdorf                   |
| Abzweig geradeaus und nach links |                      | nach Olomouc (vorm. MSCB)                  | nach Olomouc (vorm. MSCB)                  |
| Brücke |                      | Moravice                                   | Moravice                                   |
| ehemaliger Haltepunkt / Haltestelle | 3,105                | Břidličná lesy früher Friedland Basaltwerk | Břidličná lesy früher Friedland Basaltwerk |
| Bahnhof | 4,834                | Břidličná früher Friedland (Mohra)         | Břidličná früher Friedland (Mohra)         |
| Brücke |                      | Polička                                    | Polička                                    |
| Haltepunkt / Haltestelle | 5,852                | Břidličná zastávka früher Friedland Hp     | Břidličná zastávka früher Friedland Hp     |
| Haltepunkt / Haltestelle | 8,458                | Velká Štáhle früher Großstahl              | Velká Štáhle früher Großstahl              |
| Haltepunkt / Haltestelle | 11,436               | Jamartice früher Irmsdorf                  | Jamartice früher Irmsdorf                  |
| Bahnhof | 14,083               | Rýmařov früher Römerstadt                  | Rýmařov früher Römerstadt                  |
| | 14,344               | (Streckenende)                             | (Streckenende)                             |

Die Bahnstrecke Valšov–Rýmařov ist eine regionale Eisenbahnverbindung in Tschechien, die ursprünglich durch die k.k. Staatsbahnen (kkStB) als Staatsbahn Kriegsdorf–Römerstadt erbaut und betrieben wurde. Sie zweigt in Valšov (Kriegsdorf) von der Bahnstrecke Olomouc–Opava východ ab und führt im Niederen Gesenke nach Rýmařov (Römerstadt).
Nach einem Erlass der tschechischen Regierung ist die Strecke seit dem 20. Dezember 1995 als regionale Bahn („regionální dráha“) klassifiziert.

## Geschichte
Am 21. April 1870 erhielt die k.k. priv. Mährisch-Schlesische Centralbahn (MSCB) die Konzession für ihre Hauptstrecke von Olmütz über Jägerndorf zur Landesgrenze bei Leobschütz. Teil dieser Konzession war auch der Bau mehrerer abzweigender Nebenstrecken. Genehmigt wurden Linien nach Olbersdorf mit eventueller Weiterführung ins preußische Neisse, nach Troppau, Römerstadt und Würbenthal. Die finanziellen Schwierigkeiten infolge des Gründerkrachs von 1873 verhinderten jedoch eine Realisierung der Nebenstrecken. In dieser Situation ergriff der österreichische Staat selbst die Initiative und führte die Verbindung Kriegsdorf–Römerstadt (wie auch die benachbarte Strecke Erbersdorf–Würbenthal) auf eigene Rechnung aus.
Am 15. Oktober 1878 wurde die Strecke eröffnet. Den Betrieb führte zunächst die MSCB, ab 1. Januar 1889 die kkStB selbst.
Im Jahr 1912 wies der Fahrplan der Lokalbahn insgesamt vier gemischte Zugpaare aus. Sie benötigten für die 14 Kilometer lange Strecke zwischen 39 und 56 Minuten.
Nach dem für Österreich-Ungarn verlorenen Ersten Weltkrieg gelangte die Strecke ins Eigentum der neu begründeten Tschechoslowakischen Staatsbahnen (ČSD). Ende der 1920er Jahre kommt es zu einer signifikanten Verdichtung des Fahrplanes sowie zu einer Verkürzung der Fahrzeiten auf etwa 30–37 Minuten bei den meisten Zügen. Der Winterfahrplan von 1937/38 verzeichnete insgesamt neun Zugpaare, die an allen Unterwegsbahnhöfen hielten.
Nach der Angliederung des Sudetenlandes an Deutschland im Herbst 1938 kam die Strecke zur Deutschen Reichsbahn, Reichsbahndirektion Oppeln. Im Reichskursbuch war die Verbindung als Kursbuchstrecke 151w Kriegsdorf–Römerstadt enthalten. Nach dem Ende des Zweiten Weltkriegs kam die Strecke wieder vollständig zu den ČSD.
Am 1. Januar 1993 ging die Strecke im Zuge der Auflösung der Tschechoslowakei an die neu gegründeten České dráhy (ČD) über.
Im Jahresfahrplan 2012 wird die Strecke von insgesamt zehn täglichen Personenzugpaaren bedient, sonntags verkehren acht. Die Mehrzahl der Züge wird als Linie S10 von und nach Opava východ durchgebunden. Die Fahrzeit beträgt zwischen 24 und 25 Minuten, was einer Reisegeschwindigkeit von 34 km/h entspricht.

## Streckenbeschreibung

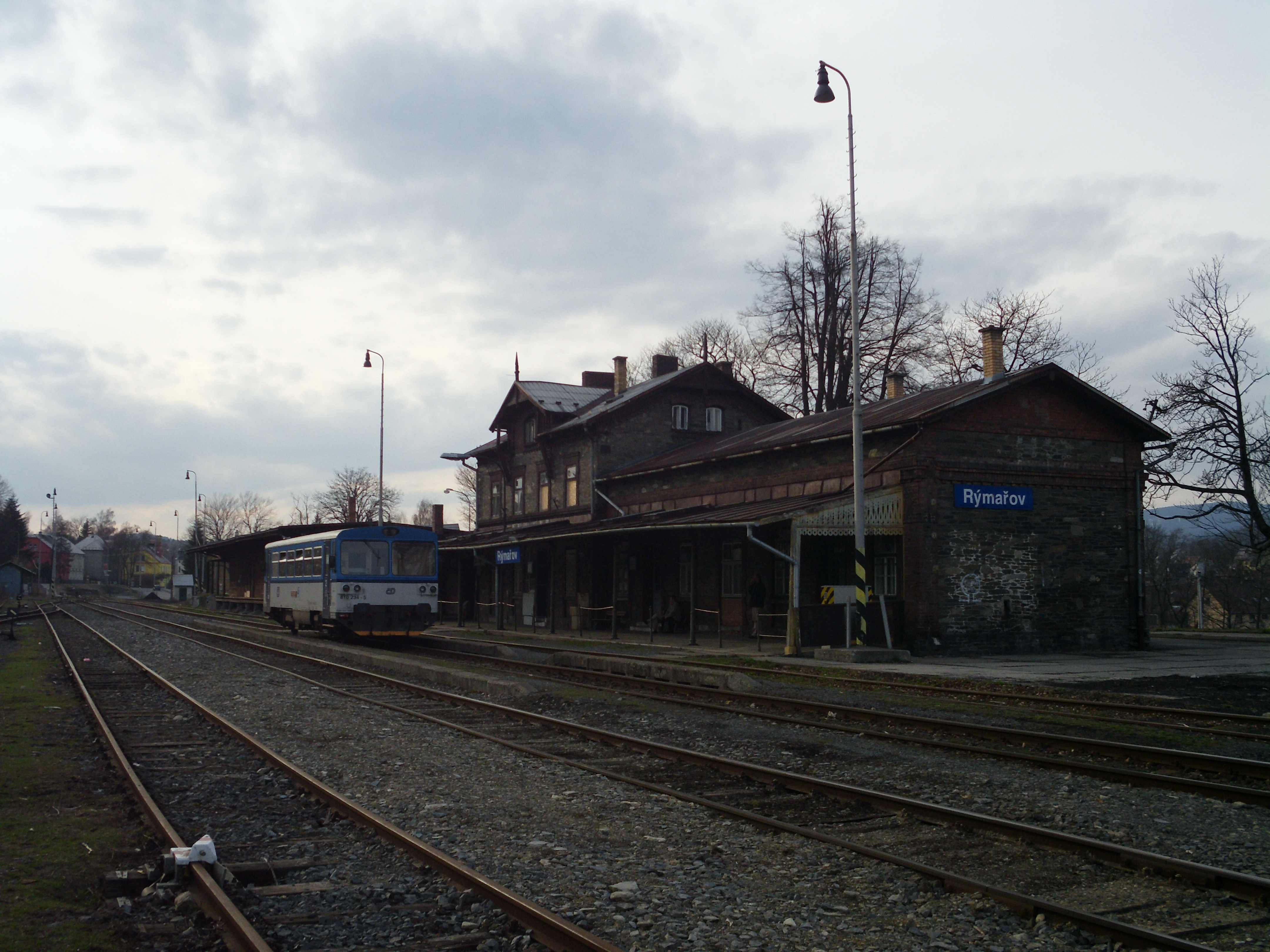
Bahnhof Rýmařov (2012)

Die Strecke verlässt den Bahnhof Valšov in südlicher Richtung. Nach Überquerung des Flusses Moravice führt die Strecke in westlicher Richtung am orografisch rechten Ufer bis zum Endpunkt Rýmařov. Größere Steigungen wie Kunstbauten bestehen auf der einfach trassierten Strecke nicht.